# ترغیب (رمان)
ترغیب (انگلیسی: Persuasion) رمانی از جین آستن است که در سال ۱۸۱۸ (عملاً در دسامبر ۱۸۱۷) و پس از مرگ او به همراه رمان نورثنگر ابی، منتشر شد. اما جین آستن آن را در سال‌های ۱۸۱۵ و ۱۸۱۶ نوشته بود. این آخرین رمان جین آستین نیز سرشار است از طنز، نکته بینی و نگاه هوشمندانه به رفتار آدم‌ها. اما غیر از این‌ها، که از ویژگی همهٔ رمان‌های جین آستین به‌شمار می‌روند، تفاوتی میان ترغیب و رمان‌های دیگر او به چشم می‌خورد، و آن لحن بدبینانه‌تر این رمان است.

## خلاصهٔ داستان
داستان این کتاب در مورد آن الیوت، یک زن ۲۷ سالهٔ انگلیسی است که خانواده‌اش به خاطر بدهی تصمیم به نقل مکان به مکان کم خرج‌تری دارند. در همین حین، جنگ نیز پایان می‌یابد. آن‌ها خانه خود را به یک فرد از خانواده آدمیرال و همسرش اجاره می‌دهند.
این رمان توسط رضا رضایی به فارسی برگردانده شده و نشر نی آن را منتشر کرده‌است.

## آثار اقتباسی

### فیلم
- اقناع محصول انگلیس ۱۹۹۵
- ترغیب محصول آمریکا ۲۰۲۲